# Mitică Pricop
Mitică Pricop (Constanța, 25 oktober 1977) is een Roemeens kanovaarder.
Pricop won samen met Florin Popescu tijdens de Olympische Zomerspelen 2000 de gouden medaille op de C-2 1000 meter en de bronzen medaille in de C-2 500 meter.

## Belangrijkste resultaten

### Olympische Zomerspelen
| Editie | Plaats | Resultaten         |
| ------ | ------ | ------------------ |
| 2000   | Sydney | C-2 1000m C-2 500m |
| 2004   | Athene | HF C-2 1000m       |

### Wereldkampioenschappen vlakwater
| Jaar | Plaats      | Resultaten                         |
| ---- | ----------- | ---------------------------------- |
| 1999 | Milaan      | C-4 500 m · C-4 1000 m · C-4 200 m |
| 2001 | Poznań      | C-2 500 m                          |
| 2002 | Sevilla     | C-4 500 m · C-4 200 m              |
| 2003 | Gainesville | C-4 500 m · C-2 500 m · C-4 200 m  |

1936: Jan Brzák-Felix & Vladimír Syrovátka ·
1948: Jan Brzák-Felix & Bohumil Kudrna ·
1952: Finn Haunstoft & Bent Peder Rasch ·
1956: Alexe Dumitru & Simion Ismailciuc ·
1960: Leonid Geisjtor & Sergej Makarenko ·
1964: Andrei Chimitsj & Stepan Osjtsjepkov ·
1968: Serghei Covaliov & Ivan Patzaichin ·
1972: Vladislavas Česiūnas & Joeri Lobanov ·
1976: Sergej Petrenko & Aleksandr Vinogradov ·
1980: Ivan Patzaichin & Toma Simionov ·
1984: Ivan Patzaichin & Toma Simionov ·
1988: Nicolae Juravschi & Viktor Reneiski ·
1992: Ulrich Papke & Ingo Spelly ·
1996: Andreas Dittmer & Gunar Kirchbach ·
2000: Florin Popescu & Mitică Pricop ·
2004: Christian Gille & Tomasz Wylenzek ·
2008: Aliaksandr Bahdanovitsj & Andrei Bahdanovitsj ·
2012: Peter Kretschmer & Kurt Kuschela ·
2016: Sebastian Brendel & Jan Vandrey ·
2020: Fernando Jorge & Serguey Torres